# Marvin Esor
Marvin Esor, né le 21 juillet 1989 à Paris (France), est un ancien footballeur français évoluant au poste de défenseur. Il est maintenant entraîneur de l'équipe principale du FC Bassin d'Arcachon évoluant en National 3.

## Biographie

### En club
Marvin Esor intègre le centre de formation des Girondins de Bordeaux à l'âge de 13 ans et évolue dans les sections amateurs du club, notamment en CFA.
Il commence la saison 2009-2010 avec l'AC Arles-Avignon en Ligue 2. Le club termine troisième à l'issue de la saison et est promu en Ligue 1 pour la saison 2010-2011.
En juin 2010, il choisit de parier sur le long terme en signant un contrat de trois ans avec le club de Ligue 2 du Clermont Foot plutôt que de découvrir l'élite avec l'AC Arles-Avignon. Pour sa première saison sous les ordres de Patrice Garnier, il dispute 29 matchs et apporte également un plus sur le plan offensif avec un but et quatre passes décisives.
En juillet 2017 il effectue un essai non concluant au Stade lavallois.
Lors de la saison 2018/2019, Marvin joue pour le FC Bassin d'Arcachon. Lors de la dernière journée, le FCBA est mené 3-0 à quelques minutes de la fin. Mais Marvin et ses coéquipiers marquent quatre buts dont trois de Marvin pour gagner le match et monter en National 3.

### En sélection nationale
À l'intersaison 2010, Patrick Gonfalone le convoque avec l'équipe de France des moins de 20 ans pour disputer la 38e édition du festival espoirs international de Toulon, en compagnie notamment de Yacine Brahimi.
Il est appelé pour la première fois en sélection de la Martinique à l'occasion du 1er tour préliminaire de la Coupe caribéenne des nations 2012. Il participe aux deux larges victoires de la Martinique face aux Îles Vierges britanniques et à Montserrat mais doit quitter la sélection avant le dernier match contre le Suriname en raison de ses obligations envers Clermont.